# Skála (film)
Skála (anglicky The Rock) je americký akční film z roku 1996, který režíroval Michael Bay. Hlavní role ztvárnili herci Sean Connery, Nicolas Cage a Ed Harris. Film byl posledním filmem, který produkovalo duo Don Simpson a Jerry Bruckheimer, Don Simpson totiž zemřel během natáčení filmu.

## Děj
Film pojednává o zoufalém činu brigádního generála Francise Hummela (Ed Harris), veteránovi z války ve Vietnamu a z operace Pouštní bouře, který sloužil u speciálních jednotek a již delší dobu přemýšlel o morálním faktoru své práce. Po delší době v něm dozrál pocit "nespravedlnosti", kterým mínil smyšlené (zfalšované oproti realitě) zprávy o úmrtí vojáků a nedostatečné odškodnění rodin po padlých. Nakonec se odhodlá k hrůznému činu. Spolu s několika věrnými se pod záminkou vojenské kontroly vloupá do skladu chemických střel VX-1, které odcizí a poté unikne. Patnáct ukradených raket poté převeze na ostrov Alcatraz, kde spolu s několika dalšími vojáky zajme 83 civilistů a převezme kontrolu nad ostrovem a hlavně nad vězeňskou budovou. Použije rukojmí a rakety (schopné svou silou vyhladit celé město) jako výhrůžku velícím představitelům armády a FBI. Požaduje do 40 hodin 100 milionů dolarů, jako odškodnění pro rodiny 83 padlých vojáků, kteří padli pod jeho velením.
FBI spolu s armádou sestavuje útočné komando, které se ještě týž večer vypravuje na vrtulnících směrem na Alcatraz. Na palubě vrtulníků je i jediný člověk, který se kdy z Alcatrazu dostal, John Patrick Mason (Sean Connery), člen britské tajné služby (zcizil však Američanům důležitou nahrávku a byla vymazána jeho existence, načež strávil přes 30 let ve vězení, odkud ho nyní "propustili"), který výměnou za to, že ukáže komandu cestu, dostane svobodu. V komandu je i Stanley Goodspeed (Nicolas Cage), ustrašený chemik, jehož úkolem je zneškodnit střely s plynem.
Pod vedením Masona komando dosahuje vchodu do umývárny, kde je však přepadenou Hummelem a jeho vojáky, kteří je zmasakrují. Přežije pouze Mason a Goodspeed. Mason nechce na Alcatrazu zůstat a chce uniknout, je však Goodspeedem přesvědčen a společně deaktivují 13 raket z 15. Po třinácté raketě jsou i přes odpor zajmuti a uvězněni v prázdných kobkách Alcatrazu. Hummel mezitím přehodnocuje svoje stanovisko a dochází k závěru, že odpálením raket na nevinné civilisty nic nezmění. Jeho podřízení vojáci ho ale natlačí do akce a protože vláda USA nezaplatí požadované peníze, Hummel odpaluje raketu. Nakonec však sám změní její směr, takže dopadne do moře u San Franciska.
Mason se mezitím dostane z vězení a osvobodí i Goodspeeda, načež hledají poslední raketu. Omylem se však objeví v místnosti, kde je právě Hummel konfrontován svými podřízenými, kteří prohlédli, že raketu neodpálil. Spor se nakonec vyhrotí a vypukne přestřelka, ve které Hummel umírá. Ještě předtím však prozrazuje Goodspeedovi lokaci poslední rakety, zatímco Mason ho kryje a snaží se zabít zbylé členy posádky. Přes veškeré problémy se Goodspeedovi podaří poslední raketu deaktivovat a Mason zlikviduje vojáky, kteří ho přitom ohrožují.
Americké vedení netuší, že mise skončila úspěchem a na Alcatraz vysílá 5 stíhaček s přehřátým plazmatem, které má zničit rakety. V rozhodující chvíli se podaří Goodspeedovi zapálit zelené světlice, znamení úspěchu, ze břehu jsou však zpozorovány moc pozdě a jeden pilot bombu omylem shazuje. Goodspeeda však zachrání Mason, který mu i prozradí úkryt, kde schoval ukradenou nahrávku. Goodspeed za to Masona "kryje", aby se dostal konečně na svobodu, takže prohlásí, že umřel. Na konci filmu Goodspeed se svou snoubenkou nachází ukradenou nahrávku v kostele, čímž film také končí.

## Produkce
Jonathan Hensleigh se podílel na psaní scénáře, který se stal předmětem sporu s Writers Guild of America. Speciální scénář (autorů Davida Weisberga a Douglase Cooka) přepracovalo několik scenáristů, ale kromě původního týmu byl oficiální zásluhy cechovní arbitráží přiznány pouze Marku Rosnerovi. Podle pravidla se musí autorský tým podílet na výsledném scénáři z 50 % (čímž se fakticky omezují kredity na původní autory scénáře a jeden tým, který scénář přepracoval). Navzdory jejich práci na scénáři nebyli Hensleigh ani Aaron Sorkin ve filmu připsáni. Režisér Michael Bay napsal otevřený protestní dopis, v němž kritizoval arbitrážní řízení jako "podvod" a "parodii". Uvedl, že Hensleigh s ním na filmu úzce spolupracoval a měl dostat zásluhy za scénář. Quentin Tarantino byl také nepřipsaným scenáristou.
Britský scenáristický tým z Los Angeles Dick Clement a Ian La Frenais byl na Conneryho žádost přizván k přepsání jeho replik, ale nakonec většinu dialogů ve filmu změnil.[zdroj?] Bay úzce spolupracoval s Edem Harrisem, aby jeho postavu co nejkonkrétněji rozvinul a později Hummelovi dodal sympatické rysy.[zdroj?]
Během natáčení došlo k napětí mezi režisérem Bayem a Walt Disney Studios vedoucími pracovníky, kteří dohlíželi na produkci. V komentářové stopě pro Criterion Collection. DVD Bay vzpomíná na okamžik, kdy se chystal odejít z natáčení na schůzku s vedoucími pracovníky, když k němu přistoupil Sean Connery v golfovém oblečení. Connery, který film také produkoval, se Baye zeptal, kam jde, a když mu Bay vysvětlil, že má schůzku s vedením, Connery ho požádal, zda by ho mohl doprovodit. Bay mu vyhověl, a když dorazil do konferenční místnosti, vedoucím spadla čelist, když viděli, že se za ním objevil Connery. Podle Bayových slov se pak Connery Baye zastal a trval na tom, že odvádí dobrou práci a že by ho měli nechat na pokoji.
Většina filmu se natáčela v lokacích věznice Alcatraz na ostrově Alcatraz. Jelikož je ve správě National Park Service, nebylo možné Alcatraz uzavřít, a tak se velká část natáčení musela přizpůsobit zájezdům, které se kolem něj míhaly. Scéna, v níž je ředitel FBI Womack shozen z balkonu, se natáčela na místě v Hotel Fairmont v San Franciscu. Kvůli natáčení volali do hotelu četní lidé, kteří viděli muže visícího z balkonu. Závěrečná scéna filmu se natáčela před historickým kostelem Sacred Heart Mission Church v Saticoy, Kalifornie.
V jednu chvíli měl roli Goodspeeda hrát Arnold Schwarzenegger. Schwarzenegger roli odmítl, protože se mu nelíbil scénář.

## Spory

### Cenzura
V původním britském DVD vydání byla vystřižena scéna, v níž Connery vrazí Scarpettimu nůž do krku a řekne Cageovi "nikdy nesmíš zaváhat", přestože scéna byla uvedena v britské televizi. V důsledku toho pozdější scéna, v níž Connery říká Cageovi: "Jsem docela rád, že jsi neváhal příliš dlouho," ztratila na divácích, kteří neviděli první scénu, svůj dopad. Další škrty zahrnovaly redukci několikanásobného zásahu střelou do Gamblových nohou v márnici na jediný zásah; detailní záběr na jeho křičící tvář, když na něj spadne klimatizace; zvukový střih na Masona, který zlomí mariňákovi vaz, a dvě krvavé střelné rány (Hummelovi a Baxterovi), obě ke konci filmu.

### Irácký program chemických zbraní
Scéna z filmu se stala základem pro nesprávné a nepravdivé popisy iráckého programu chemických zbraní. Podle Chilcotova vyšetřování byla britská tajná zpravodajská služba vedena k přesvědčení, že Saddám Husajn pokračuje ve výrobě zbraní hromadného ničení, falešným agentem, který své zprávy založil na filmu.
V září 2002 šéf MI6 sir Richard Dearlove uvedl, že agentura získala informace z nového zdroje, které odhalily, že Irák zintenzivňuje výrobu chemických a biologických bojových látek. Zdroj, který měl údajně "přímý přístup", tvrdil, že vedoucí pracovníci pracují sedm dní v týdnu, zatímco režim soustřeďuje velké úsilí na výrobu antraxu. Dearlove řekl předsedovi Společného výboru pro zpravodajské služby (JIC) siru Johnu Scarlettovi, že jsou "na pokraji (významného) zpravodajského průlomu", který by mohl být "klíčem k odemčení" iráckého zbrojního programu.
O tvrzeních agenta však vyvstaly otázky, když se zjistilo, že jeho popis se nápadně podobá scéně z filmu. "Bylo poukázáno na to, že skleněné nádoby se v chemické munici obvykle nepoužívají a že populární film (Skála) nepřesně zobrazoval nervově paralytické látky přenášené ve skleněných kuličkách nebo koulích," uvádí se v Chilcotově zprávě. V únoru 2003 - měsíc před invazí do Iráku. - MI6 dospěla k závěru, že jejich zdroj "po určitou dobu" lhal, ale neinformovala o tom No 10 ani ostatní, přestože britský premiér Tony Blair byl o těchto informacích informován. Podle The Independent byla falešná tvrzení o zbraních hromadného ničení důvodem pro vstup Spojeného království do války.
Spoluscenárista filmu David Weisberg řekl: "Úžasné bylo, že kdokoli z komunity, která se zabývá jedovatým plynem, by okamžitě poznal, že je to totální nesmysl - taková zjevná blbost". Weisberg řekl, že ho nepřekvapuje, že se zoufalý agent mohl uchýlit k filmům, aby se inspiroval, ale je zděšen tím, že úřady "neprovedly zřejmě ani tu nejzákladnější kontrolu faktů nebo prověření informací. Kdybyste se jen zeptali odborníka na chemické zbraně, bylo by okamžitě jasné, že je to směšné". Weisberg uvedl, že po zveřejnění zprávy dostal několik "vtipných e-mailů", ale má pocit, že "to není pěkný odkaz pro film". "Je tragické, že jsme šli do války," uzavřel.